# Фабрис, Еврозия
Еврозия Фабрис (итал. Eurosia Fabris, 27.09.1866, Виченца, Италия — 8.01.1932, Марола, там же) — блаженная Римско-католической церкви. Почитается католиками как пример святости благочестивой супруги и матери многодетной семьи, в которой было одиннадцать детей. Была членом третьего францисканского ордена. В Италии известна под именем Мама Роза (Mamma Rosa).

## Биография
Родилась 27 сентября 1866 года в крестьянской семье Луиджи и Марии Фабрис в сельскохозяйственной провинции возле города Виченца, Италия.
Из-за бедности семьи она не смогла закончить обучение в начальной школе. Проучившись в школе всего два года с 1872 по 1874, она вынуждена была с восьми лет помогать своим родителям в работе на ферме.
В возрасте 12 лет присоединилась к приходской молитвенной группе «Дочери Марии». Несмотря на малограмотность, она в приходской воскресной школе преподавала катехизис девочкам, которые были младше её по возрасту.
В возрасте 18 лет ей предлагали выйти замуж несколько молодых людей, но она отклонила их предложения, желая стать монахиней. В 1885 году умирает её соседка и она принимает на своё попечение двух сирот возрастом 2 месяца и 1,5 года.
В 1886 году выходит замуж за Карло Барбана, рассматривая этот брак как возможность служения Богу. В их семье родилось девять детей. Она воспитывала своих детей в христианской вере, что привело к тому, что в будущем трое из её сыновей стали священниками, один из которых впоследствии принял активное участие в свидетельствах в процессе беатификации его матери, став её биографом.
Будучи членом францисканского ордена для мирян, она стремилась жить в обычной, повседневной семейной жизни согласно примеру подвижничества святого Франциска Ассизского.
Умерла 8 января 1932 года и была похоронена в церкви города Марола.

## Канонизация
Еврозия Фабрис была представлена Церковью для почитания верующими как пример достижения святости в повседневной жизни. Процесс беатификации начал Римский папа Пий XII и в ноябре 2005 году Еврзия Фабрис была объявлена блаженной римским папой папой Иоанном Павлом II.

## Источник
статья в газете USA Today (англ.)